# Hottok
A hottok (koreai nyelven 호떡) népszerű, főleg télen fogyasztott koreai étel, melyet utcai árusoknál is lehet kapni. Valószínűleg kínai eredetű, a koreaiak a saját ízlésükhöz alakították a tölteléket.

## Elkészítése
A tészta lisztből, vízből és/vagy tejből, cukorból, élesztőből és kevés olajból áll. A megkelesztett tésztából tenyérnyi adagokat készítenek, ezeket megtöltik barna cukor vagy méz és mogyoró vagy dió fahéjas keverékével és lapos felületen kisütik. Az utcai árusok speciális eszközzel lapítják ki a tésztagombócokat. Háztartásokban palacsintasütő serpenyőben is süthető.

## Fordítás
Ez a szócikk részben vagy egészben  a   Hotteok című angol Wikipédia-szócikk fordításán alapul.  Az eredeti cikk szerkesztőit annak laptörténete sorolja fel. Ez a jelzés csupán a megfogalmazás eredetét és a szerzői jogokat jelzi, nem szolgál a cikkben szereplő információk forrásmegjelöléseként.